# Olathe (Colorado)
Olathe es un pueblo ubicado en el condado de Montrose en el estado estadounidense de Colorado. En el Censo de 2010 tenía una población de 1.849 habitantes y una densidad poblacional de 492,01 personas por km².

## Geografía
Olathe se encuentra ubicado en las coordenadas 38°36′30″N 107°58′58″O / 38.60833, -107.98278. Según la Oficina del Censo de los Estados Unidos, Olathe tiene una superficie total de 3.76 km², de la cual 3.76 km² corresponden a tierra firme y (0%) 0 km² es agua.

## Demografía
Según el censo de 2010, había 1.849 personas residiendo en Olathe. La densidad de población era de 492,01 hab./km². De los 1.849 habitantes, Olathe estaba compuesto por el 64.36% blancos, el 0.38% eran afroamericanos, el 1.24% eran amerindios, el 0.32% eran asiáticos, el 0.05% eran isleños del Pacífico, el 30.07% eran de otras razas y el 3.57% pertenecían a dos o más razas. Del total de la población el 49.97% eran hispanos o latinos de cualquier raza.